# Praia da Consolação
A Praia da Consolação localiza-se na freguesia de Atouguia da Baleia, no Município de Peniche. Encontra-se dividida em duas pelo Forte da Praia da Consolação.
A sul, é dotada de excelentes condições terapêuticas - numa aberta enseada, o iodo acumulado aliado a outras condições naturais, e pela exposição ao Sol, proporciona o tratamento medicinal em benefício da coluna. Esse facto é único no continente europeu e leva à Consolação, anualmente, muitos milhares de pessoas.
Do lado Norte, a paisagem é completamente diferente. A partir do forte avista-se um largo e muito extenso areal que se prolonga por vários quilómetros em direcção a Peniche. Banhada pelo mar de ondulação forte, esta praia é muito apreciada pelos praticantes de surf e windsurf. Possui areia mais grossa do que o habitual na região.